# Битва при Фірісвелірі

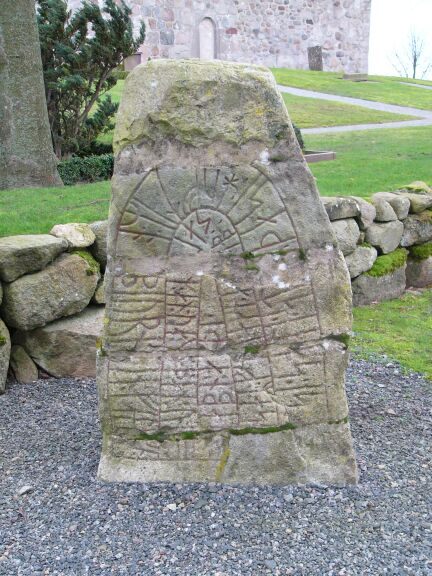
Рунний камінь Сйоруп поблизу міста Істад. Вшанування пам’яті загиблого сина, «який не втік в Уппсалі», який був пов’язаний з битвою при Фірісвеллірі

Битва при Фірісвеллірі (давньоскан. Fýrisvellir) відбулася в 980-х роках на рівнині під назвою Фірісвеллір, де розташована сучасна Уппсала, між королем Еріком Переможцем і військами, що вторглися. Згідно зі скандинавськими сагами, ці війська очолював його племінник Стирбйорн Сильний. Ерік виграв битву і став відомим як «Переможець».
Він згадується Саксоном Граматиком у «Діянні данів» та в ряді середньовічних ісландських джерел, включаючи «Сагу про Ейрбюґя», «Сагу про Кнітлінга» та «Сагу про Гервара». Розповідь міститься в давньоскандинавському перекладі «Саги про Олафа Трюггвасона» Оддра Сноррасона, а більш детальна розповідь міститься в оповіданні «Styrbjarnar þáttr Svíakappa», яке включено до «Саги про норвезького короля Олафа II у Флатейярбоку» ця версія включає скальдичні вірші, включно з двома лаусавісурами Торвальдра Ялтасона. Існують також можливі згадки про битву на рунічних каменях, три з яких знаходяться в Сканії .
Достовірність битви та її місце заперечуються, однак існують першоджерела, які підтверджують його історичність.

### Передісторія
Стирбйорн Сильний був сином шведського короля Улофа Бьорнссона, який помер від отруєння. Стербйорн підозрював у цьому свого дядька Еріка. Коли тінґ відмовив йому в короні, він зробив себе правителем Йомсвікінгів і хотів зібрати ще більше сил, щоб отримати корону.
Метод Стирбйорна полягав у грабуванні новоствореного королівства Данії, доки король Гаральд Синьозубий не попросив миру. Гаральд був змушеним видати свою доньку Тіру за Стирбйорна. Стирбйорн пішов, але потім він повернувся до Данії з тисячею кораблів та змусив данців дати йому 200 додаткових кораблів і будь-кого з них, кого він вважав за потрібне взяти з собою, включаючи самого короля. Потім він зі своєю армадою відплив до Швеції.

### Битва
Коли король Ерік дізнався, що флот увійшов у Меларен, він розіслав вогненний хрест у всіх напрямках і зібрав лейданг в Упсалі. Закономовець Торґнір порадив йому перекрити шлях, що веде до Упсали. Коли флот Стирбйорна прибув і побачив, що вони не можуть плисти далі, Стирбйорн присягнувся, що ніколи не залишить Швецію, або він переможе, або помре. Щоб заохотити своїх людей битися на смерть, він підпалив кораблі.
Війська Стирбйорна рушили до Упсали. Коли шведи спробували зупинити їх просування, він погрожував спричинити лісову пожежу, і це переконало шведів пропустити його. Торґнір наказав королю Еріку зв’язати разом худобу та запрягти її списами і мечами. Коли ворог наблизився до рівнини Фірісвеллір, раби підштовхнули стадо до Йомсвікінгів, що спричинило хаос серед їхніх лав. Проте Стирбйорн був чудовим воєначальником і відновив порядок. Битва тривала весь день, але жодна зі сторін не здобула переваги, хоча король Ерік отримав велике підкріплення.
Згідно зі «Styrbjarnar þáttr Svíakappa», протягом другої ночі Стирбйорн приніс жертву Тору, а Ерік пішов до храм Уппсали і молився Одіну. Він заприсягнувся віддати себе Одіну, якщо той подарує йому перемогу. Несподівано високий чоловік у синій мантії і крислатому капелюсі з'явився Еріку, дав йому тростину і наказав кинути її завтра у бік ворогів зі словами: «Передаю всіх вас Одіну». Наступного дня Ерік зробив як наказав Одін, і град зі стріл посипався на вікінгів. Усвідомивши свою повну поразку, Стирбйорн наказав людям стояти і битися на смерть, а сам устромив свій стяг у землю і разом зі своїми найкращими соратниками кинувся на шведське військо. Не багато йомсвікінгів вціліли того дня. Люди приписували це «великій силі диявола», оскільки Ерік пообіцяв себе Одіну через десять років.

### Після битви
Після перемоги король Ерік пообіцяв велику винагороду тому, хто зможе скласти вірш про перемогу. Ісландський скальд на ім'я Торвалдр Ялтасон негайно склав поему про перемогу, за що король нагородив його золотим браслетом.

## Згадки на рунічних каменях

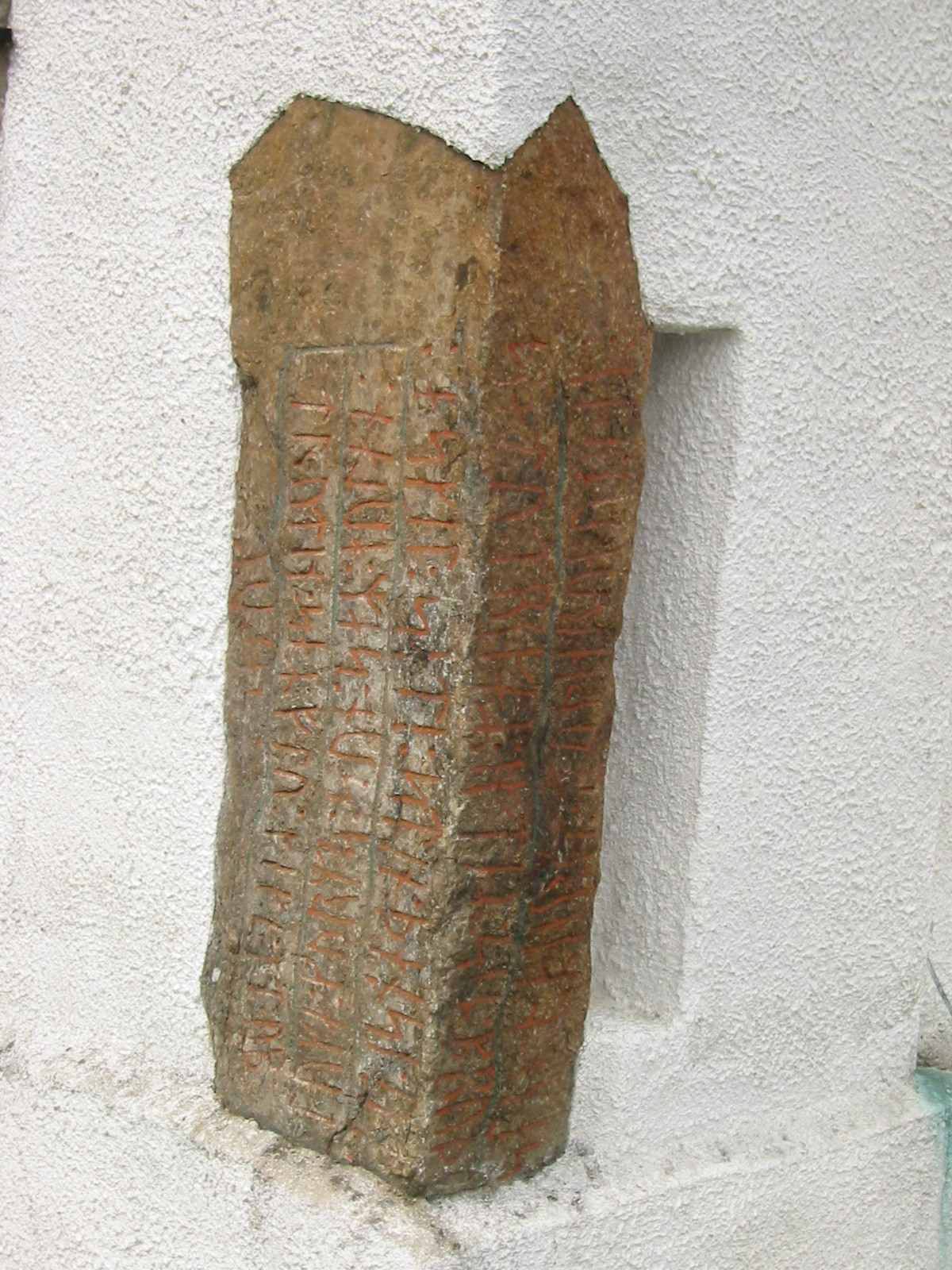
DR 295.

Рунні камені вважаються історичними документами про події епохи вікінгів у Скандинавії. Наступні чотири рунічні камені згадують людей, які могли загинути в битві.
- Рунний камінь Hällestad DR 295 у Сконе говорить: «Аскелл розмістив цей камінь на згадку про сина Токі Гормра, його вірного лорда. Він не втік під Упсалою.».
- Рунний камінь Сйоруп, також у Сконе, розповідає: «Саксі розмістив цей камінь на згадку про сина Асбйорна Тофі. Він не втік під Уппсалою, а вбивав, поки мав зброю».
- На рунічному камені Хьогбі написано: «У славетного Гуллі було п’ятеро синів. Хоробрий чемпіон Асмунд поліг на Фьорі».
- Рунний камінь Карлеві біля західного берега на острові Еланд був, ймовірно, встановлений датськими воїнами в пам’ять про свого військового командира Сіббі по дорозі з Упсали.

## Історичність
Шведський історик Лауріц Вейбулл відкинув ісландські саги як джерела подій битви. Датський археолог Ліс Якобсен датував рунічні камені періодом після правління Еріка, що залишило скальдичні вірші єдиним надійним джерелом.
Пізніші історики сумнівалися, чи відбулася битва взагалі.